# Gennaro Alfano
Gennaro Alfano (Napoli, 31 marzo 1927 – Napoli, 4 novembre 2015) è stato un politico italiano.

## Biografia
Fu membro della Camera dei deputati per il Movimento Sociale Italiano - Destra Nazionale per due legislature, rimanendo in carica dal 1968 al 1976.
Vicino agli ambienti cattolici, nel 1983 l'arcivescovo di Napoli Corrado Ursi gli affidò la carica di presidente del Comitato Diocesano San Gennaro, carica confermatagli dai successivi arcivescovi Michele Giordano e Crescenzio Sepe .
Nel 2003 venne nominato Cavaliere di gran croce dell'Ordine al merito della Repubblica italiana per iniziativa del Presidente della Repubblica.
Morì all'età di 88 anni nel novembre 2015.